# Adam Jessin
Adam Jessin (* 4. August 1793 in Schönberg (Holstein); † 18. Juli 1874) war ein deutscher evangelischer Theologe.

## Leben
Adam Jessin wurde als Sohn eines Kaufmanns geboren. Er besuchte das Katharineum zu Lübeck bis Ostern 1812 und begann 1812  an der Universität Kiel sein Theologiestudium. Später wechselte er zur Universität Göttingen. Zunächst wollte er sich akademisch betätigen, wurde jedoch im Jahr 1819 zum Diaconus in seiner Heimatstadt gewählt. Als Pastor in Elmschenhagen wurde er im Jahr 1829 eingesetzt. Später beschäftigte er sich neben seinem Pfarramt auch mit der Kirchengeschichte.

## Werke
- De authentia epistolae Judae Comm. crit. (1821)
- Offener Protest gegen die Einführung einer bindenden Agenda (1844)
- Uebersetzung und Auslegung der Offenbarung Johannis (1864)